# Robert Bassler
Robert S. Bassler (* 26. September 1903 in Washington, D.C.; † 8. November 1975 in Woodland Hills, Los Angeles) war ein US-amerikanischer Filmeditor und Filmproduzent.

## Leben
Robert Bassler, der in seiner Heimatstadt Washington D.C. die Central Highschool besuchte, begann 1928 als Editor seine Karriere beim Film in Hollywood. Zunächst bei Paramount Pictures angestellt, wo er unter anderem für den Schnitt von Die Liebschaften einer Schauspielerin (Loves of an Actress, 1928) mit Pola Negri zuständig war, wechselte er 1934 zur Fox Film Corporation. Erstmals als Produzent fungierte er 1942 bei 20th Century Fox für das Filmmusical Die Königin vom Broadway (My Gal Sal) mit Rita Hayworth und Victor Mature in den Hauptrollen. 1949 wurde er für das Filmdrama Die Schlangengrube (The Snake Pit) zusammen mit Anatole Litvak für den Oscar in der Kategorie Bester Film nominiert. Ab 1958 war er auch für das US-amerikanische Fernsehen tätig, ehe er sich 1960 aus dem Showgeschäft zurückzog.
Robert Bassler starb am 8. November 1975 im Alter von 72 Jahren in Woodland Hills, Los Angeles.

## Filmografie (Auswahl)
Schnitt
- 1928: Das Geheimnis einer Stunde (The Secret Hour)
- 1928: Doomsday
- 1928: Das zweite Leben (Three Sinners)
- 1928: Die Liebschaften einer Schauspielerin (Loves of an Actress)
- 1929: Millionen um ein Weib (The Wolf of Wall Street)
- 1929: Nothing But the Truth
- 1930: Das Geheimnis des Ingenieurs Nelson (Shadow of the Law)
- 1930: Safety in Numbers
- 1930: A Man from Wyoming
- 1934: Carolina

Produktion
- 1942: Die Königin vom Broadway (My Gal Sal)
- 1942: Der Seeräuber (The Black Swan)
- 1944: Scotland Yard greift ein (The Lodger)
- 1945: Der Schlitzer von London (Hangover Square)
- 1945: Thunderhead – der vierbeinige Teufel (Thunderhead, Son of Flicka)
- 1946: Smoky, König der Prärie (Smoky)
- 1947: Endspurt (The Homestretch)
- 1948: Green Grass of Wyoming
- 1948: Die Schlangengrube (The Snake Pit)
- 1949: Sand
- 1950: A Ticket to Tomahawk
- 1951: Okinawa (The Halls of Montezuma)
- 1951: Let’s Make It Legal
- 1951: The House on Telegraph Hill
- 1952: Gesetz der Peitsche (Kangaroo)
- 1953: Das Höllenriff (Beneath the 12-Mile Reef)
- 1954: Der Attentäter (Suddenly)
- 1959: Dezernat M (M Squad) (TV-Serie, sechs Folgen)

## Auszeichnungen
- 1949: Oscar-Nominierung in der Kategorie Bester Film für Die Schlangengrube zusammen mit Anatole Litvak